# Superserien 2009
Superserien 2009 var Sveriges högsta division i amerikansk fotboll för herrar säsongen 2009. Serien spelades 1 maj–30 augusti 2009 och vanns av Carlstad Crusaders. Göteborg Marvels och Limhamn Griffins var kvalificerade men drog sig ur innan serien startade. Lagen möttes i dubbelmöten hemma och borta. Vinst gav 2 poäng, oavgjort 1 poäng och förlust 0 poäng.
De fyra bäst placerade lagen gick vidare till slutspel. SM-slutspelet spelades 12 september–20 september och vanns av Stockholm Mean Machines.
De två sämst placerade lagen fick kvala mot lag från division 1 om två platser i nästa års serie.

## Tabell
| Nr | Lag                               | S  | V  | O | F | GP  | IP  | PS   | P  |
| -- | --------------------------------- | -- | -- | - | - | --- | --- | ---- | -- |
| 1  | Carlstad Crusaders                | 10 | 10 | 0 | 0 | 490 | 195 | +295 | 20 |
| 2  | Stockholm Mean Machines (RL) (RM) | 10 | 8  | 0 | 2 | 372 | 154 | +218 | 16 |
| 3  | Djurgårdens IF (U)                | 10 | 4  | 0 | 6 | 145 | 205 | −60  | 8  |
| 4  | Tyresö Royal Crowns               | 10 | 3  | 0 | 7 | 206 | 372 | −166 | 6  |
| 5  | Arlanda Jets                      | 10 | 3  | 0 | 7 | 228 | 282 | −54  | 6  |
| 6  | STU Northside Bulls               | 10 | 2  | 0 | 8 | 194 | 427 | −233 | 4  |

Färgkoder:
|      | – Kvalificerad för mästerskapsslutspel |
|      | – Kvalspel mot lag från division 1     |
| (RL) | – Regerande ligamästare (seriesegrare) |
| (RM) | – Regerande svenska mästare            |
| (U)  | – Uppflyttad från division 1           |

## Matchresultat
| Hemma \ Borta           | AJ    | CC    | DIF   | STU   | SMM   | TRC   |
| Arlanda Jets            | —     | 36–44 | 32–13 | 60–34 | 0–20  | 15–35 |
| Carlstad Crusaders      | 35–20 | —     | 42–3  | 61–8  | 48–36 | 76–0  |
| Djurgårdens IF          | 14–0  | 13–28 | —     | 42–6  | 7–21  | 17–14 |
| STU Northside Bulls     | 18–40 | 13–55 | 0–16  | —     | 19–34 | 57–39 |
| Stockholm Mean Machines | 42–12 | 39–48 | 34–0  | 58–6  | —     | 26–14 |
| Tyresö Royal Crowns     | 27–13 | 27–53 | 28–20 | 22–33 | 0–62  | —     |

## Slutspel

### Semifinaler
|  | 12 september 2009 | Stockholm Mean Machines | 28 – 3 | Djurgårdens IF | Zinkensdamms IP |  |
|  |                   |                         |        |                |                 |  |
|  |                   |                         |        |                |                 |  |
|  |                   |                         |        |                |                 |  |

|  | 13 september 2009 | Carlstad Crusaders | 68 – 7 | Tyresö Royal Crowns | Tingvalla IP |  |
|  |                   |                    |        |                     |              |  |
|  |                   |                    |        |                     |              |  |
|  |                   |                    |        |                     |              |  |

### SM-final
|  | 20 september 2009 | Carlstad Crusaders | 20 – 24 | Stockholm Mean Machines | Zinkensdamms IP |  |
|  |                   |                    |         |                         |                 |  |
|  |                   |                    |         |                         |                 |  |
|  |                   |                    |         |                         |                 |  |

## Kval till Superserien 2010
|  | 12 september 2009 | Arlanda Jets | 44 – 10 | Uppsala 86ers | Midgårdsvallen |  |
|  |                   |              |         |               |                |  |
|  |                   |              |         |               |                |  |
|  |                   |              |         |               |                |  |

|  | 13 september 2009 | STU Northside Bulls | 36 – 11 | Kristianstad C4 Lions | Bergshamra IP |  |
|  |                   |                     |         |                       |               |  |
|  |                   |                     |         |                       |               |  |
|  |                   |                     |         |                       |               |  |